# نومورا کیچچی‌سابورو
نومورا کیچچی‌سابورو (به ژاپنی: 野村 吉三郎, Nomura Kichisaburō); ۱۶ دسامبر ۱۸۷۷ – ۸ مهٔ ۱۹۶۴ آدمیرال نیروی دریایی امپراتوری ژاپن و سفیران ژاپن در ایالات متحده در زمان حمله به پرل هاربر بود.
وی همچنین برندهٔ جوایزی همچون نشان بادبادک طلایی و نشان خدمات برجسته (نیروی دریایی ایالات متحده) شده‌است.